# Maasdammer
Maasdammer of maasdam is een Nederlandse kaas, die gemaakt wordt van koemelk met een rijpingsproces van minimum 4 weken volgens de methode van de emmentaler. Tijdens het rijpingsproces ontstaan er gaten en een zachte, gele rand. Soms wordt de kaas gewaxt, zoals dat ook bij Goudse kaas gebeurt. De maasdammer werd ontwikkeld om in competitie te gaan met de Zwitserse emmentaler, die sneller en goedkoper gemaakt kon worden dan de andere Nederlandse harde en half-harde kazen. De Nederlandse kaas is iets zoeter, heeft een nootachtige smaak en is door zijn hoog vochtgehalte zachter dan de emmentaler. 
Dit type kaas werd in Nederland ontwikkeld door Bastiaan Baars en Cees Booterkooper met de merknaam Leerdammer, maar wordt als maasdam(mer) nu ook door andere Nederlandse bedrijven gemaakt. De kaas is genoemd naar het dorp Maasdam in de provincie Zuid-Holland.